# 913-as busz (Pécs)
A pécsi 913-as jelzésű autóbusz egy éjszakai autóbuszvonal, a járatok jelenleg a Főpályaudvar – Újhegy – Somogy – Vasas – Hird útvonalon közlekednek. A korábbi (0.15) járat csak odafele közlekedik, és a Budai Állomás után csak igény esetén, leszállás céljából áll meg. A későbbi (2.35) járat Ördögárokig minden megállóban megáll, majd Hirdről visszafelé áll meg a vasasi és somogyi megállókban.

## Története
Korábban 913-as jelzéssel közlekedett éjszakai autóbusz, a járatok az Árkád, Autóbuszáll. - Zsolnay-szobor - Kórház tér - Barbakán - Pálosok - MTA-székház útvonalon közlekedtek.
Ellenkező irányban 923-as jelzéssel közlekedtek 2013. június 16-ig, amikor a két járatot 932-es számmal összevonták.
A Főpályaudvartól Hird, Somogy és Vasas felé 911-es jelzéssel közlekedett éjszakai autóbusz, Újhegy és Hird között közlekedett 2011-ig, majd Újhegy és Somogy között 2013-ig.
2011-ig a járat Hirdig közlekedett.
Ellenkező irányban 921-es jelzéssel közlekedett, Hirdtől Újhegyig a jelenlegi útvonalon, majd Telephely betéréssel Főpályaudvarig. A 2013-as járatátalakításokkal a 943-as jelzést kapta.
2013. szeptember 2-től a Zsolnay-szobor helyett a Vásárcsarnok megállót érinti, hogy továbbra is a 4Y (korábbi 43) járattal megegyező útvonalon közlekedjen.
2014. szeptember 1-jétől átszámoztak 913-asra, mivel többnyire a nappali 13-as busz útvonalán halad.

## Útvonala
| Főpályaudvar – Budai Állomás – Újhegy – Somogy – Hird | Hird – Somogy – Újhegy – Budai Állomás – Főpályaudvar |
| --- | --- |
| Főpályaudvar, Indóház tér – Vasút utca – Kálvin János utca – Bajcsy-Zsilinszky Endre utca – Rákóczi út – Zsolnay Vilmos út – Szent Borbála híd – Schroll József utca – Üszögi út – Nagykozári út – Szöcske utca – Nagykozári út – Bor utca – Koksz utca – Üszögi út – Pécsváradi út – Őrmezei út – Somogy utca – Somogy forduló – Somogy utca – Búzakalász utca – Mázsaház utca – Szövetkezet utca – Hirdi út – Zengő utca – Hird, elágazás | Hird, elágazás – Zengő utca – Hirdi út – Szövetkezet utca – Mázsaház utca – Búzakalász utca – Somogy utca – Somogy forduló – Somogy utca – Őrmezei út – Pécsváradi út – Üszögi út – Koksz utca – Bor utca – Nagykozári út – Szöcske utca – Nagykozári út – Üszögi út – Schroll József utca – Szent Borbála híd – Zsolnay Vilmos út – Rákóczi út – Bajcsy-Zsilinszky Endre utca– Kálvin János utca – Vasút utca – Főpályaudvar, Indóház tér |

## Megállóhelyei
| 913 (Főpályaudvar – Hird, elágazás)                                               |                           |          |                              |                                                                                              |
| Perc (↓)                                                                          | Megállóhely               | Perc (↑) | Átszállási kapcsolatok       | Létesítmények                                                                                |
| 0                                                                                 | Főpályaudvar végállomás   | 40       | 932, 940, 973 · Főpályaudvar | Vasútállomás, MÁV Területi Igazgatósága, Autóbusz-állomás                                    |
| 2                                                                                 | Vásárcsarnok              | 39       | 932                          | Vásárcsarnok, Távolsági autóbusz-állomás                                                     |
| 4                                                                                 | Árkád                     | 38       | 2, 2A, 932, 940, 973         | Árkád, Kossuth tér, Konzum áruház, Anyakönyvi Önkormányzat, APEH, Skála                      |
| 6                                                                                 | 48-as tér                 | 36       | 2, 2A                        | Kodály Központ, Tudásközpont, Rendelőintézet, Zipernowsky Károly Műszaki Szakközépiskola     |
| 7                                                                                 | Zsolnay Negyed            | 35       | 2, 2A                        | Balokány-liget, Zsolnay porcelángyár, Zsolnay Kulturális Negyed                              |
| 8                                                                                 | Mohácsi út                | 34       | 2, 2A                        | ATI, Autóklub                                                                                |
| 9                                                                                 | Gyárvárosi templom        | 32       | 2, 2A                        | Gyárvárosi templom, Szieberth Róbert Általános Iskola és Alapfokú Művészetoktatási Intézmény |
| 10                                                                                | Budai Állomás végállomás  | 31       | 2, 2A                        | Autóbusz-állomás                                                                             |
| A 0.15-ös járat innen csak akkor közlekedik tovább, ha utazási igény jelentkezik. |                           |          |                              |                                                                                              |
| 15                                                                                | Kakukk utca               | 26       |                              |                                                                                              |
| 16                                                                                | Újhegy                    | 25       |                              |                                                                                              |
| 18                                                                                | Kozári út                 | 24       |                              |                                                                                              |
| 19                                                                                | ABC áruház                | 23       |                              |                                                                                              |
| 20                                                                                | Arasz utca                | 22       |                              |                                                                                              |
| 21                                                                                | Koksz utca                | 21       |                              |                                                                                              |
| 23                                                                                | Eperfás út                | 19       |                              | BIOKOM telephely                                                                             |
| 24                                                                                | Danitz-puszta             | 18       |                              |                                                                                              |
| 25                                                                                | Ördögárok                 | 17       |                              |                                                                                              |
| ∫                                                                                 | Murom                     | 16       |                              |                                                                                              |
| ∫                                                                                 | Őrmezei út, Szödrös       | 15       |                              |                                                                                              |
| ∫                                                                                 | Somogyi temető            | 14       |                              |                                                                                              |
| ∫                                                                                 | Somogyi templom           | 13       |                              |                                                                                              |
| ∫                                                                                 | Somogy utca               | 12       |                              |                                                                                              |
| ∫                                                                                 | Somogy                    | 11       |                              |                                                                                              |
| ∫                                                                                 | Máladó utca               | 9        |                              |                                                                                              |
| ∫                                                                                 | Gabona utca               | 8        |                              |                                                                                              |
| ∫                                                                                 | Vashíd                    | 7        |                              |                                                                                              |
| ∫                                                                                 | Vasasi temető             | 6        |                              |                                                                                              |
| ∫                                                                                 | Kerékhegy                 | 4        |                              |                                                                                              |
| ∫                                                                                 | Hirdi út                  | 3        |                              |                                                                                              |
| ∫                                                                                 | Szövőgyár utca            | 2        |                              |                                                                                              |
| ∫                                                                                 | Zengő utca                | 1        |                              |                                                                                              |
| 30                                                                                | Hird, elágazás végállomás | 0        |                              |                                                                                              |